# Премия «Эмми» за лучшую мужскую роль в короткометражном комедийном или драматическом сериале
Прайм-тайм премия «Эмми» в категории «Лучший актёр в короткометражном комедийном или драматическом сериале» ежегодно вручается Американской телевизионной академией одному из номинированных на неё актёров за выдающееся исполнение главной роли в короткометражном комедийном или драматическом сериале.
Впервые премия в данной категории была вручена 11 сентября 2016 года на 68-й креативной церемонии награждения премией «Эмми» актёру Робу Кордри за роль в сериале «Дэцкая больница». Актёр Крис О’Дауд — последний на данный момент обладатель премии; он получил её за роль Тома в сериале «Семейный брак».

## Лауреаты и номинанты

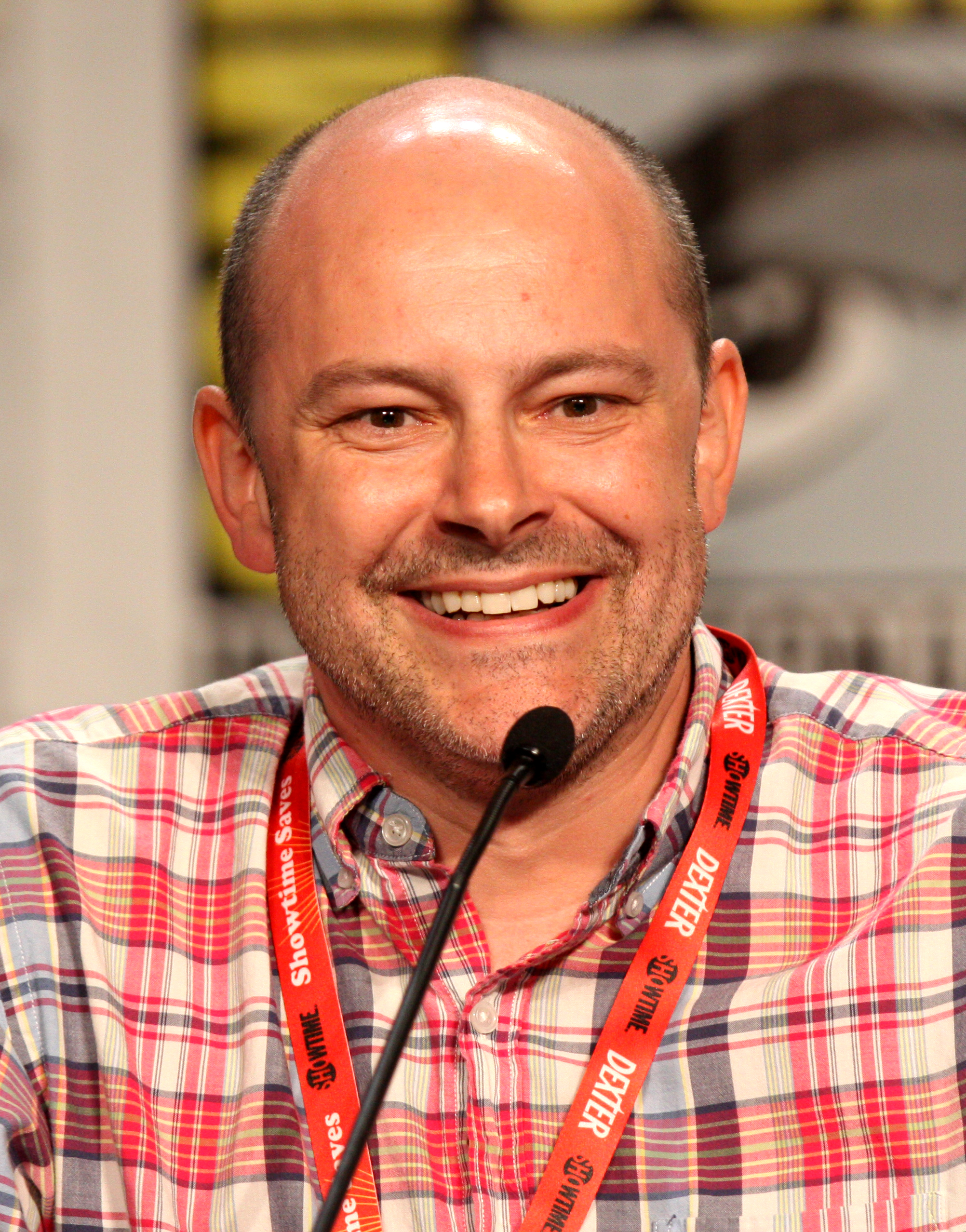
Роб Кордри выиграл награду в 2016 году за роль в сериале «Дэцкая больница».

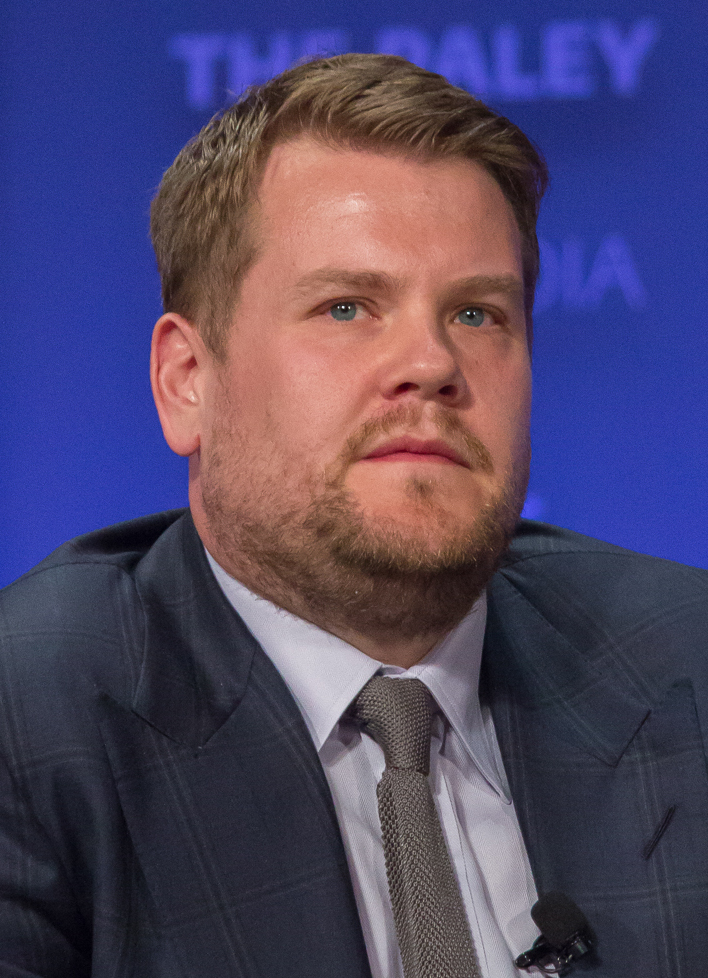
Джеймс Корден выиграл награду в 2018 году за роль в сериале «Следующий Джеймс Корден Джеймса Кордена».

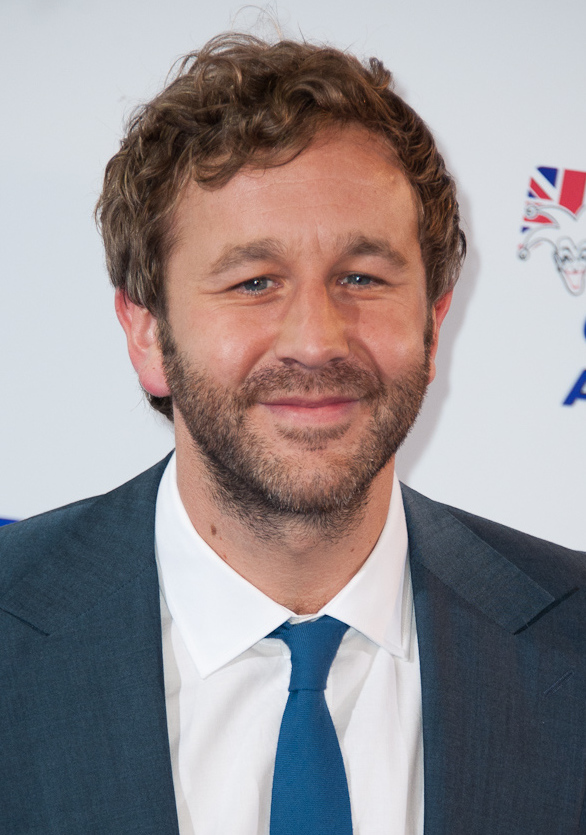
Крис О’Дауд выиграл награду в 2019 году за роль в сериале «Семейный брак».

В расположенных ниже таблицах находятся имена лауреатов и номинантов на премию «Эмми» в категории «Лучший актёр в короткометражном комедийном или драматическом сериале».
| Знак | Значение         |
| ---- | ---------------- |
| ★    | Выигравший актёр |

### 2010-е
| Год                        | Актёр                                     | Русское название сериала                  | Оригинальное название сериала       | Роль               | Сеть  | Прим. |
| -------------------------- | ----------------------------------------- | ----------------------------------------- | ----------------------------------- | ------------------ | ----- | ----- |
| 2015—2016 (68-я церемония) |                                           |                                           |                                     |                    |       |       |
| Роб Кордри ★               | «Дэцкая больница»                         | Childrens Hospital                        | доктор Блейк Даунс                  | Adult Swim         | [ 1 ] |       |
| Роб Хюбель                 | «Дэцкая больница»                         | Childrens Hospital                        | доктор Оуэн Маэстро                 | Adult Swim         | [ 1 ] |       |
| Джек Макбрайер             | «Твоё милое личико отправится в ад»       | Your Pretty Face Is Going to Hell         | Олли                                | Adult Swim         | [ 1 ] |       |
| Оскар Нуньес               | «Перекрёстки истории»                     | The Crossroads of History                 | Джек                                | History Channel    | [ 1 ] |       |
| Лу Даймонд Филлипс         | «Перекрёстки истории»                     | The Crossroads of History                 | Чифтен                              | History Channel    | [ 1 ] |       |
| 2016—2017 (69-я церемония) |                                           |                                           |                                     |                    |       |       |
| Ким Эстес ★                | «Члены»                                   | Dicks                                     | Аманда                              | Vimeo              | [ 2 ] |       |
| Тай Баррелл                | «Бессмыслица»                             | Boondoggle                                | Тай                                 | ABCd/ABC.com       | [ 2 ] |       |
| Джон Майкл Хиггинс         | «Твин Фест»                               | Tween Fest                                | Тодд Крофорд                        | Go90               | [ 2 ] |       |
| Джейсон Риттер             | «Сказания о титанах»                      | Tales of Titans                           | Грег                                | Go90               | [ 2 ] |       |
| Бен Шварц                  | «Самое раннее шоу»                        | The Earliest Show                         | Джош Бат                            | Funny or Die       | [ 2 ] |       |
| Алан Тьюдик                | «Конмэн»                                  | Con Man                                   | Рэй Нерели                          | Comic-Con HQ       | [ 2 ] |       |
| 2017—2018 (70-я церемония) |                                           |                                           |                                     |                    |       |       |
| Джеймс Корден ★            | «Следующий Джеймс Корден Джеймса Кордена» | James Corden's Next James Corden          | Джеймс Корден                       | CBS on Snapchat    | [ 3 ] |       |
| Алексис Денисоф            | «Я люблю Бекку и Люси»                    | I Love Bekka & Lucy                       | Гленн                               | Stage13.com        | [ 3 ] |       |
| Мелвин Джексон-младший     | «Это моя роль Эдди Мёрфи, а не твоя»      | This Eddie Murphy Role Is Mine, Not Yours | Мелвин Джексон-младший / Эдди Мёрфи | YouTube            | [ 3 ] |       |
| ДеСторм Пауэр              | «Пойманный: Сериал»                       | Caught: The Series                        | ДеСторм Пауэр                       | YouTube            | [ 3 ] |       |
| Майлз Тэгтмейер            | «Сломленный»                              | Broken                                    | Лиам                                | Vimeo              | [ 3 ] |       |
| 2018—2019 (71-я церемония) |                                           |                                           |                                     |                    |       |       |
| Крис О’Дауд ★              | «Семейный брак»                           | State of the Union                        | Том                                 | Sundance           | [ 4 ] |       |
| Эд Бегли-младший           | «ctrl alt delete»                         | ctrl alt delete                           | доктор Розенблатт                   | Vimeo              | [ 4 ] |       |
| Джимми Фэллон              | «Бето против интернета»                   | Beto Breaks the Internet                  | Бето О’Рурк                         | NBC                | [ 4 ] |       |
| Райан О’Коннелл            | «Особенный»                               | Special                                   | Райан Хейс                          | Netflix            | [ 4 ] |       |
| Пэттон Освальт             | «Эмми для Меган»                          | An Emmy for Megan                         | Пэттон                              | anemmyformegan.com | [ 4 ] |       |

### 2020-е
| Год                        | Актёр                | Русское название сериала | Оригинальное название сериала | Роль  | Сеть | Прим. |
| -------------------------- | -------------------- | ------------------------ | ----------------------------- | ----- | ---- | ----- |
| 2019—2020 (72-я церемония) |                      |                          |                               |       |      |       |
| Лоренс Фишберн ★           | «#FreeRayshawn»      | #FreeRayshawn            | Лейт. Стивен Пойнси           | Quibi |      |       |
| Мамуду Ати                 | «Торт»               | Cake                     | Джером                        | FX    |      |       |
| Кори Хокинс                | «Выжить»             | Survive                  | Пол                           | Quibi |      |       |
| Стефан Джеймс              | «#FreeRayshawn»      | #FreeRayshawn            | Рэйшон Моррис                 | Quibi |      |       |
| Кристоф Вальц              | «Самая опасная игра» | Most Dangerous Game      | Майлз Селларс                 | Quibi |      |       |

## Заметки
1. ↑  В 2019 году актёр Джонатан Бэнкс получил номинацию за свою роль в сериале «Лучше звоните Солу: Инструктаж сотрудников „Madrigal Electromotive“», однако был лишён её после того, как было установлено, что длительность некоторых эпизодов шоу имела продолжительность менее, чем две минуты, что нарушало правило телевизионной академии. Райан О’Коннелл, занявший шестое место по количеству голосов, был номинирован вместо Бэнкса.